# Inter-American Defense Board
Das Inter-American Defense Board (IADB, dt. Interamerikanischer Verteidigungsausschuss) ist eine internationale Organisation von Vertretern nationaler Militärbehörden aus Nord-, Süd- und Mittelamerika in Washington, D.C.
Es organisiert die "kollektive Selbstverteidigung der westlichen Hemisphäre mit Frieden und Sicherheit als Hauptziel" (Mission) und dient der technischen Unterstützung der Organisation Amerikanischer Staaten. Die OAS finanziert auch den Ausschuss (Jahresetat 2 Mio. US$, 1999), der von US-Militärs administriert wird.

## Geschichte
1938 eröffneten die USA in Lateinamerika Militärmissionen zwecks Training und Anleitung nationaler Militärbehörden um faschistischer Subversion zu begegnen. Im Gegenzug gewährten, bis auf Argentinien und Panama, alle lateinamerikanischen Staaten der US-Luftwaffe und -marine Militärbasen und Transitrechte. Um die militärische Zusammenarbeit zu koordinieren, wurden am 30. März 1942 im sog. „Inter-American Defense Board“ gemeinsame Verteidigungskomitees mit Mexiko und Brasilien gebildet.
Im Kalten Krieg planten die USA ein weltweites antikommunistisches Sicherheitssystem. Per Verfügung (executive order) vom 26. März 1951 wurde das IADB zur öffentlichen, internationalen Organisation erhoben.
Mit der Regierungsübernahme Eisenhowers 1953 wurden Pläne zur Durchsetzung ökonomischer, politischer und militärischer Ziele der USA in Lateinamerika entwickelt. Diese sahen die Einbindung der UN und weiterer internationaler Organisationen in die US-Politik, militärische Ausrüstung, Standardisierung, ökonomische Entwicklung und Eliminierung kommunistischer oder antiamerikanischer Subversion vor.
Kurz vor dem US-gelenkten Putsch gegen den Guatemalteken Jacobo Árbenz Guzmán wurde auf der "Caracas Konferenz" 1954 eine antikommunistische Resolution verabschiedet, die die nationalen Sicherheitsprogramme Lateinamerikas in die US-Doktrin einband. Zahlreiche US-Einrichtungen wie der Nationale Sicherheitsrat, DOD, Agency for International Development, CIA und die Foreign Operations Administration waren an der Umsetzung der Ziele beteiligt. Als Folge wurde auf Anregung John F. Kennedys und Beschluss der gemeinsamen Konferenz 1962 Kuba aus dem IADB ausgeschlossen. Kanada trat der Organisation 2002 bei.
1962 wurde zu Schulungszwecken das Inter-American Defense College (IADC) in "Fort Lesley J. McNair", Washington D.C. gegründet. In einem 11-monatigen Programm werden hier Altmilitärs und Regierungsvertreter der beteiligten Länder geschult.
Der Geschäftsführer des IADB von 1975 bis 1978, General Gordon Sumner, war heftiger Gegner der Rückgabe des Panamakanals durch Jimmy Carter. Der Streit führte später zur US-Invasion in Panama (1989).
IADB verleiht seit 1945 die Auszeichnung "Inter-American Defense Board Medal" an Mitarbeiter sowie Absolventen der College-Kurse, ähnlich der NATO-Medaille.

## Tätigkeit
- Minenräumung in Zentralamerika (aufgelegt 1993 für Nicaragua, damals unterstützt von der School of the Americas)
- Koordinierung und Kommunikation bei Naturkatastrophen
- Analyse und Kontrolle der militärischen Standards (CSBM)
- "Education for Peace Program"
- Ausrichtung der Konferenz "Summits of the Americas"

## Absolventen
- Michelle Bachelet, Präsidentin Chiles